# آيت علي (آيت موسى أوعمر)
آيت علي هو دُوَّار يقع بجماعة عين جوهرة، إقليم الخميسات، جهة الرباط سلا القنيطرة في المملكة المغربية. ينتمي الدوّار لمشيخة آيت موسى أوعمر التي تضم 3 دواوير. يقدر عدد سكانه بـ 1715 نسمة حسب الإحصاء الرسمي للسكان والسكنى لسنة 2004.

## وصلات خارجية
- البوابة الوطنية للجماعات الترابية
- المندوبية السامية للتخطيط